# Brachythecium rivularoides
Brachythecium rivularoides är en bladmossart som beskrevs av Jean Édouard Gabriel Narcisse Paris 1894. Brachythecium rivularoides ingår i släktet gräsmossor, och familjen Brachytheciaceae. Inga underarter finns listade i Catalogue of Life.